# Apocalipsis Tour
El Apocalipsis Tour es una gira del cantante chileno Cris Mj. La gira comenzará el 3 de abril de 2025 en la Ciudad de México y está programada para concluir el 4 de mayo de 2025 en Sevilla.

## Antecedentes y desarrollo
El 15 de febrero de 2025, Cris Mj anunciaría el Apocalipsis Tour en Europa, recorriendo Francia, Suiza, Italia, Reino Unido, Países Bajos, Alemania y España por primera vez en conciertos propios únicamente.
En octubre de 2024 se confirmaría la participación del chileno en el festival mexicano Tecate Pa'l Norte en abril de 2025, fecha a la cual, en febrero de 2025, también se le sumarían espectáculos en solitario en Ciudad de México y Guadalajara.

## Fechas
| Fecha (2025) | Ciudad           | País         | Recinto               |
| Norteamérica | Norteamérica     | Norteamérica | Norteamérica          |
| ------------ | ---------------- | ------------ | --------------------- |
| 3 de abril   | Ciudad de México | México       | Estadio Fray Nano     |
| 4 de abril   | Guadalajara      | México       | Auditorio Telmex      |
| 5 de abril   | Monterrey        | México       | Parque Fundidora      |
| Europa       |                  |              |                       |
| 11 de abril  | París            | Francia      | Yoyo                  |
| 12 de abril  | Zúrich           | Suiza        | Jade Club             |
| 13 de abril  | Milán            | Italia       | Fabrique              |
| 18 de abril  | Londres          | Reino Unido  | Electric Brixton      |
| 20 de abril  | Rotterdam        | Países Bajos | Villa Thalia          |
| 22 de abril  | Berlín           | Alemania     | Metropol              |
| 23 de abril  | Colonia          | Alemania     | Live Music Hall       |
| 24 de abril  | Salamanca        | España       | Enjoy! Multiusos      |
| 25 de abril  | Bilbao           | España       | Bilbao Arena          |
| 26 de abril  | Barcelona        | España       | Palau Sant Jordi      |
| 30 de abril  | Murcia           | España       | Cuartel de Artillería |
| 1 de mayo    | Málaga           | España       | París 15              |
| 2 de mayo    | Madrid           | España       | Movistar Arena        |
| 4 de mayo    | Sevilla          | España       | Cartuja Center        |